# Isaura Leal Fernández
Isaura Leal Fernández (Valencia, 6 de abril de 1959) es una política española miembro del Partido Socialista Obrero Español que actualmente sirve como diputada y Secretaria Segunda del Congreso de los Diputados. Entre 2018 y 2019 fue la segunda y última comisionada del Gobierno frente al Reto Demográfico del Gobierno de España.

## Biografía
Nacida en Valencia en 1959, Leal Fernández es licenciada en Derecho por la Universidad de Valladolid y está en posesión de un Máster en Análisis y Gestión de Políticas Públicas por la Universidad Carlos III de Madrid. Está divorciada y tiene un hijo.
Ha estado trabajando en la administración pública desde joven, siendo técnica jurídica en la Consejería de Obras Públicas y Ordenación del Territorio de la Junta de Castilla y León entre 1983 y 1988. Posteriormente pasó a trabajar en la Federación Española de Municipios y Provincias, donde estuvo trabajando hasta 2014. En dicha federación ostentó múltiples posiciones, tales como secretaria general, directora de la Asesoría Jurídica, coordinadora de Relaciones Institucionales, directora de Diputaciones Provinciales, Consejos y Cabildos, Pequeños Municipios y directora de Urbanismo Medio Ambiente y Vivienda.
Dio el salto a la política activa en las elecciones autonómicas de 2015, siendo elegida diputada a la Asamblea de Madrid. En esta, sirvió como portavoz adjunta en la Comisión de Vigilancia de las Contrataciones, portavoz de la Comisión de Control del Ente Público Radio Televisión de Madrid y vocal de la Comisión de Investigación sobre corrupción política en la Comunidad de Madrid.
Muy vinculada al PSOE, desde 2017 es Secretaria Ejecutiva de Función Pública en el Comité Ejecutivo Federal del partido.
En junio de 2018, el gobierno de Pedro Sánchez la nombró Comisionada del Gobierno frente al Reto Demográfico, cargo integrado en el Ministerio de Política Territorial y Función Pública que dirigía Meritxell Batet. Abandonó el cargo en marzo de 2019 al postularse como candidata por Madrid a las elecciones generales de abril de 2019, siendo elegida diputada para la xiii legislatura.
Ya como diputada, Leal es vocal de las comisiones de Reglamento y Constitucional y presidenta de la Comisión de Política Territorial y Función Pública. Igualmente, es vocal de la Diputación Permanente del Congreso.
En mayo de 2021, tras la dimisión de José Manuel Franco como secretario general del PSOE-M, Leal fue designada como presidenta de la Comisión Gestora de la federación madrileña. Este cargo se suma al de presidenta de la Comisión Gestora de la federación provincial del PSOE de Huelva, cargo que ocupa desde noviembre de 2020.